# Actaea europaea
Actaea europaea (чернець європейський) — вид рослин родини жовтецеві (Ranunculaceae), поширений у Європі від Швейцарії до Росії. За старою назвою (до 1998) — блощва смердюча.

## Опис

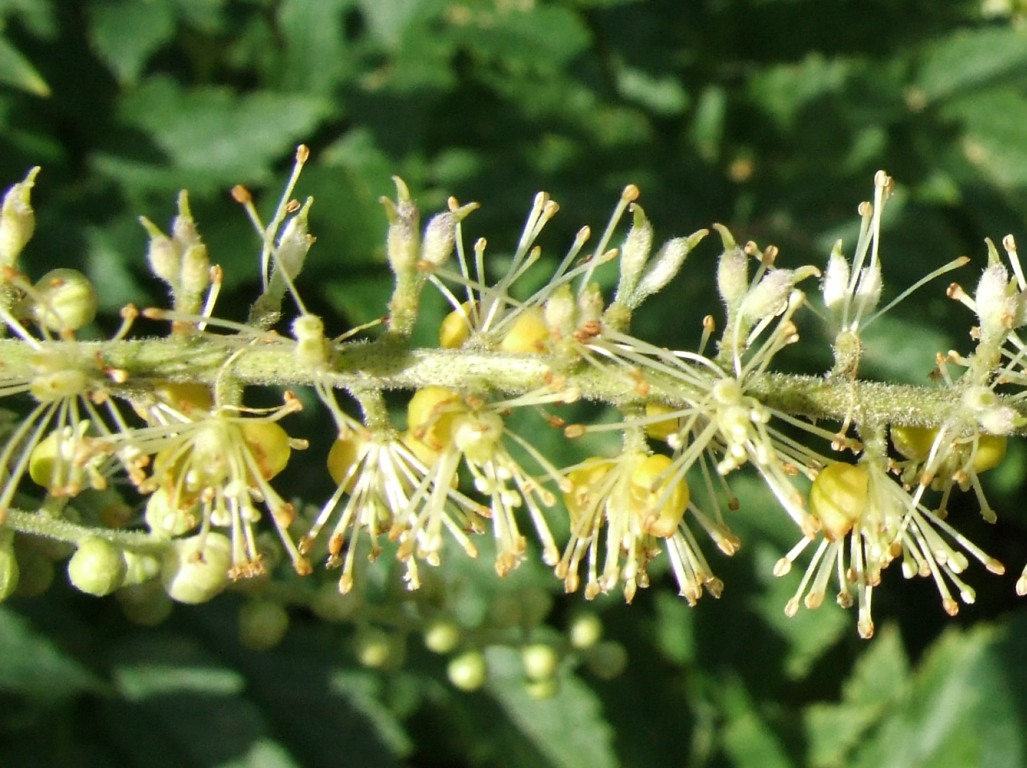

Багаторічна трава висотою 40–200 см з сильним кореневищем і прямим розгалуженим стеблом. Довгі черешкові листки мають широкі 3-х лопатеві листові пластини. Суцвіття — китиці з квітів зеленувато-білого кольору. Насіння еліпсоїдне, коричневого кольору. Рослина неприємно пахне, але квіти пахнуть медом.

## Поширення
Поширений у Європі (Білорусь, Чехія, Словаччина, Угорщина, Польща, Румунія, Україна); вимер: Австрія, Молдова.